# Hamadán tartomány

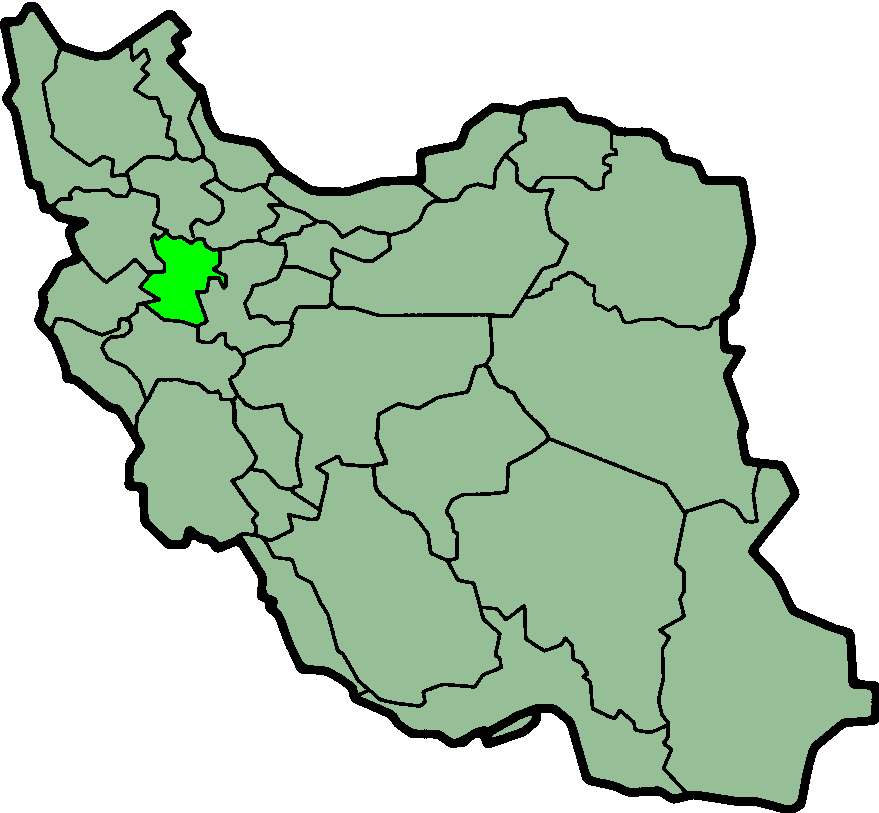
Hamadán tartomány elhelyezkedése Iránban

Hamadán tartomány (perzsául استان همدان [Ostân-e Hamadân]) Irán 31 tartományának egyike az ország nyugati részén. Északon Zandzsán és Kazvin, keleten Markazi, délen Loresztán, nyugaton pedig Kermánsáh és Kurdisztán tartomány határolja. Székhelye Hamadán városa. Területe 19 368 km², lakossága 1 758 268 fő.

## Népesség
A tartomány népessége az alábbiak szerint alakult:
| Lakosok száma | 1 703 267 | 1 758 268 | 1 738 234 |
|               | 2006      | 2011      | 2016      |

## Közigazgatási beosztás
Golesztán tartomány 9 megyére (sahrasztán) oszlik. Ezek: Aszadábád, Bahár, Fámenin, Hamadán, Kabudaráhang, Malájer, Nahávand, Razan, Tujszerkán.

## Fordítás
- Ez a szócikk részben vagy egészben  a(z)   استان‌های ایران című perzsa Wikipédia-szócikk ezen változatának fordításán alapul.  Az eredeti cikk szerkesztőit annak laptörténete sorolja fel. Ez a jelzés csupán a megfogalmazás eredetét és a szerzői jogokat jelzi, nem szolgál a cikkben szereplő információk forrásmegjelöléseként.